# Мамукашвили, Шалва
Шалва Мамукашвили (груз. შალვა მამუკაშვილი, родился 2 октября 1990 в Тбилиси) — грузинский регбист, выступающий на позиции отыгрывающего (хукера). Провёл свыше ста матчей за сборную Грузии, многократный чемпион Европы в её составе.

## Игровая карьера
Начинал карьеру в команде «Кочеби», позже выступал за другой тбилисский клуб — «Армия». В сборной Грузии дебютировал матчем Кубка Наций в Бухаресте против «Саут Африка Кингс» 10 июня 2011 года, в чемпионатах Европы — матчем против Испании Кубка европейских наций 2012 года, также участвовал в тест-матчах в конце года. Проявлявший к нему интерес клуб «Сейл Шаркс» подписал игрока 15 августа 2014 года, и Шалва выступил в чемпионате Англии в сезоне 2014/2015. Участник чемпионата мира 2015 года, провёл 4 игры, очков не набирал. 11 ноября 2015 года перешёл до конца сезона 2015/2016 в шотландский «Глазго Уорриорз».
В сезоне 2016/2017 Шалва сменил три французских клуба — «Монпелье», «Тулон» и «Каркасон», будучи «медицинским джокером» команд, то есть заменяя травмированных постоянных игроков. Он не закрепился в составе ни одного из этих клубов, поскольку никто не продлил его соглашение. «Монпелье» стал третьим клубом, цвета которого Мамукашвили защищал в Кубке европейских чемпионов, после «Сейла» и «Глазго». Некоторое время играл за тбилисский «Локомотив». В сезоне 2018/2019 на правах аренды выступал за российский клуб «Енисей-СТМ», сыграв в Европейском кубке вызова (5 матчей) и в Континентальном щите (отбор к следующему Кубку вызова; 1 матч).
Летом 2020 года Мамукашвили присоединился к английскому «Лестеру», выступающему в Премьершипе. Сыграв за «тигров» лишь один официальный матч, он покинул этот клуб в феврале 2021 года. Затем вернулся на родину, пополнив состав «Кочеби»; был приглашён в грузинскую команду «Чёрный лев» («Шави Ломи», «Блэк Лайон»), игравшую в Суперкубке Европы. В составе «Шави Ломи» Мамукашвили стал двукратным обладателем Суперкубка Европы. Весной 2023 года участвовал в турне «Льва» по Южной Америке.
По итогам чемпионата Европы 2023 года Мамукашвили вошёл в официальную символическую сборную, составленную Европейским регбийным союзом. В августе того же года Мамукашвили провёл свой сотый матч в составе сборной Грузии. Осенью 2023 года играл на третьем в своей карьере чемпионате мира.

## Достижения
сборная Грузии
- Чемпион Европы: 2021, 2022, 2023

«Блэк Лайон»
- Обладатель Суперкубка Европы: 2021/22, 2022

личные
- Включён в символическую сборную чемпионата Европы: 2023